# بيير بوولنجر
بيير بوولنجر (بالفرنسية: Pierre Boulanger)‏
```
(و. 
1987
 – 
م
) هو 
ممثل
، من 
فرنسا
، ولد في 
باريس
.
```

## التعليم
تعلم في مدرسة فلوران ‏.

## وصلات خارجية
- بيير بوولنجر على موقع IMDb (الإنجليزية)
- بيير بوولنجر على موقع قاعدة بيانات الأفلام العربية
- بيير بوولنجر على موقع ألو سيني (الفرنسية)
- بيير بوولنجر على موقع أول موفي (الإنجليزية)
- بيير بوولنجر على موقع قاعدة بيانات الأفلام السويدية (السويدية)
- بيير بوولنجر على موقع قاعدة بيانات الفيلم (الإنجليزية)
- بيير بوولنجر على موقع كينوبويسك (الروسية)